# Gare de Verdun
Gare de Verdun – stacja kolejowa w Verdun, w departamencie Moza, w regionie Grand Est, we Francji.
Została otwarta w 1870 roku przez Compagnie des chemins de fer de l’Est. Jest stacją Société nationale des chemins de fer français (SNCF), obsługiwaną przez pociągi TER Lorraine.